# Belarus Davis Cup-lag
 Belarus Davis Cup-lag styrs av det belarusiska tennisförbundet och representerar Belarus i tennisturneringen Davis Cup, tidigare International Lawn Tennis Challenge. Belarus debuterade i sammanhanget 1994, och spelade i elitdivisionen 2007 men förlorade samma år i kvalet mot Peru och flyttades ner.
Laget stängdes av från tävlingen efter Rysslands invasion av Ukraina i februari 2022.

### Fotnoter
1. ↑  ”Ryssland stängs av men Medvedev får spela” (på svenska). Sveriges Radio. 1 mars 2022. https://sverigesradio.se/artikel/tennisbeskedet-ryssland-stangs-av-men-medvedev-far-spela. Läst 27 november 2022.